# Hochamt
Als Hochamt wird in der römisch-katholischen Kirche eine feierliche Form der heiligen Messe bezeichnet (Missa sollemnis). Der Begriff ist die Übersetzung von lateinisch summum officium ‚(höchster/s) Dienst‘, ‚Amt‘, entsprechend altgriechisch λειτουργία leiturgía ‚öffentlicher Dienst‘, aus λαός/λειτός laós, leitós ‚Volk‘, ‚Volksmenge‘ und ἔργον érgon ‚Werk‘, ‚Dienst‘ (Liturgie).

## Hochamt als Levitenamt

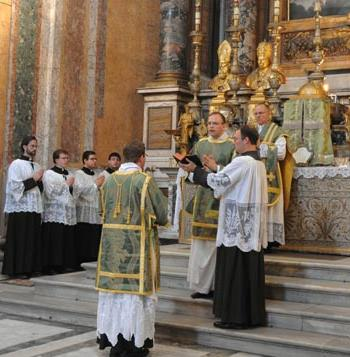
Levitenamt in der bis 1969 geltenden Form des Römischen Ritus: Der Diakon singt das Ite, missa est, vor ihm steht der Subdiakon in Tunicella, hinter ihm der zelebrierende Priester.

Das Hochamt entstand im römischen Ritus im 10./11. Jahrhundert durch Vereinfachung aus dem bischöflichen Pontifikalgottesdienst. Im Hochmittelalter fand es in Kathedralen, Kloster- und Stiftskirchen als gewöhnliche Form der Konventsmesse oder des Kapitelsamtes nahezu täglich statt. In neuerer Zeit wurde es einerseits auf Gemeindegottesdienste übertragen und andererseits auf Sonn- und Feiertage beschränkt.
Das Hochamt war gekennzeichnet vom Gesang des zelebrierenden Priesters und des Chores mit Verwendung von Weihrauch und sonstiger äußerlicher Feierlichkeit. Im „Levitenamt“ (benannt nach dem alttestamentlichen Stamm der Leviten) assistierten dem Priester ein Diakon in Dalmatik und ein Subdiakon in Tunicella. Der Diakon trug das Evangelium vor, der Subdiakon die Epistel. Bei besonderen Gottesdiensten wirkte zusätzlich noch ein assistierender Priester (Presbyter assistens) mit, der einen Chormantel trug. Waren kein Diakon und kein Subdiakon anwesend, konnten deren liturgische Rollen auch von Priestern übernommen werden, die Funktion des Subdiakons wurde gelegentlich auch von einem Akolythen oder einem männlichen Laien übernommen, die aber keinen Manipel trugen.
Seit 1957 war in der Heiligen Woche auch eine „Missa cum diacono“ („Messe mit Diakon“, also ohne Subdiakon) zulässig, die vorher nur in einigen Ordensliturgien, z. B. dem Kartäuserritus, vorkam. Seit der Aussetzung des Subdiakonats durch Papst Paul VI. im Jahr 1972 werden seine Funktionen bei der heiligen Messe durch Lektoren und Akolythen übernommen, das Levitenamt wurde insgesamt abgelöst durch die „Missa cum diacono“. Sind mehrere Priester anwesend, feiern sie die heilige Messe gewöhnlich in Konzelebration. In der sogenannten Tridentinischen Messe besteht die Form des Levitenamts weiter.
Vom Hochamt zu unterscheiden waren die sogenannte Singmesse (missa cantata) und die stille Messe (missa lecta).

## Hochamt als feierlicher (Haupt-)Gottesdienst
Die Hauptmesse einer Pfarrgemeinde an Sonn- und Feiertagen in Form der missa cantata wurde als „(Hoch-)Amt“, auch „heiliges Amt“, bezeichnet, auch wenn keine Leviten mitwirkten. Nach der Liturgiereform des Zweiten Vatikanischen Konzils wurden die Unterscheidungen zwischen Hochamt und anderen Formen weitgehend aufgehoben zugunsten der Gemeindemesse als „Grundform der Eucharistiefeier“. Volkstümlich wird aber weiterhin gelegentlich und regional unterschiedlich der Hauptgottesdienst an Sonn- und Feiertagen als Hochamt bezeichnet, wobei die Assistenz eines Diakons und die Verwendung von Weihrauch nicht mehr verpflichtend sind. In manchen Klostergemeinschaften wird auch das tägliche Konventsamt bei feierlicher Gestaltung traditionell „Hochamt“ genannt.